# 韋塞拉多利納 (博爾赫拉德區)

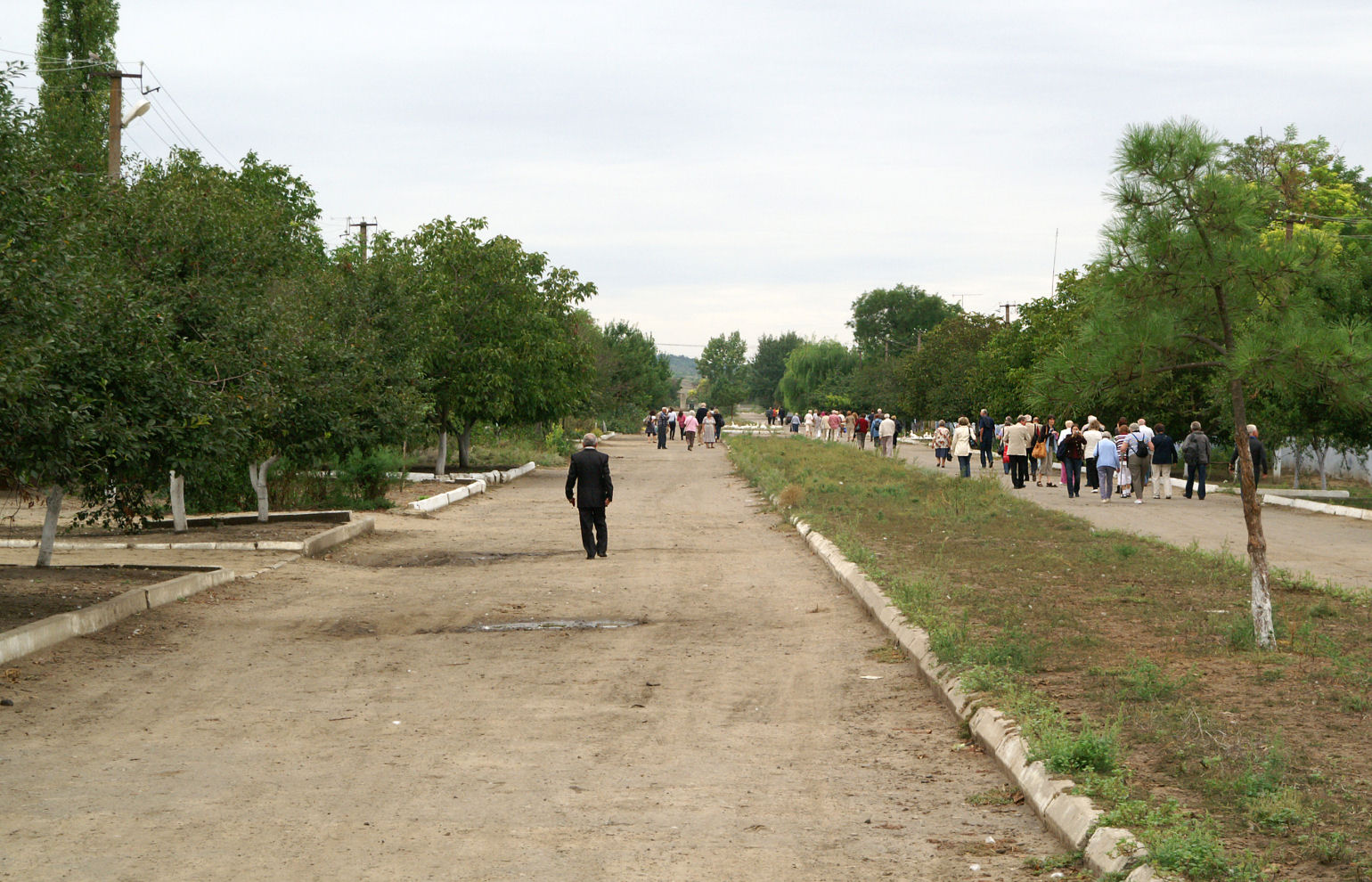

46°14′11″N 29°19′7″E / 46.23639°N 29.31861°E
韋塞拉多利納（烏克蘭語：Весела Долина）是位於烏克蘭西南部的村莊，由敖德萨州博爾赫拉德區的博羅迪諾市鎮負責管轄。該村處於恰加河畔，始建於1815年，面積2.18平方公里，2001年人口1,206。